# A-0 System
Система A-0 (версия арифметического языка 0), написанная группой разработчиков под руководством Грейс Хоппер в 1951 и 1952 годах для UNIVAC I, была ранним инструментом, связанным с компилятором, разработанным для электронных компьютеров.
A-0 функционировал скорее как загрузчик или компоновщик, чем современное понятие компилятора. Программа была указана как последовательность подпрограмм и аргументов. Подпрограммы были идентифицированы с помощью числового кода, а аргументы для подпрограмм были написаны непосредственно после каждого кода подпрограммы. Система A-0 преобразует спецификацию в машинный код, который второй раз может быть загружен в компьютер для выполнения указанной программы.
За системой A-0 следовали A-1, A-2, A-3 (выпущенные как ARITH-MATIC), AT-3 (выпущенные как MATH-MATIC) и B-0 (выпущенные как FLOW-MATIC).
Система A-2 была разработана в подразделении UNIVAC Remington Rand в 1953 году и выпущена для клиентов к концу этого года. Клиентам был предоставлен исходный код для A-2 и предлагается отправить свои улучшения обратно в UNIVAC. Таким образом, A-2 был ранним примером бесплатного программного обеспечения с открытым исходным кодом.